# Honungsstarar
Honungsstarar (Manorina) är ett fågelsläkte i familjen honungsfåglar inom ordningen tättingar. Släktet omfattar fyra arter som alla förekommer i Australien:
- Klockhonungsstare (M. melanophrys)
- Larmhonungsstare (M. melanocephala)
- Gulstrupig honungsstare (M. flavigula)
- Svartörad honungsstare (M. melanotis)